# XI millennio a.C.
L'XI millennio a.C. inizia il 1º gennaio dell'anno 11000 a.C. e termina il 31 dicembre dell'anno 10001 a.C. incluso.

## Eventi
- intorno all'anno 11000 a.C. - Sudamerica: Presenze di Homo sapiens nell'America pre-colombiana (Piedra Museo, Argentina)
- intorno all'anno 10500 a.C. - Stati Uniti: Inizio del presunto Impatto cosmico del Dryas recente, ovvero uno sciame meteorico che raggiunse la terra e che provocò una catastrofe ambientale tale da provocare l'estinzione della Cultura Clovis nel Nuovo Messico (fino al 10000 a.C.).

## Invenzioni, scoperte, innovazioni
- intorno all'anno 10500 a.C. - Giappone - Primo periodo di fabbricazione della ceramica da parte dei popoli Jōmon. Ritrovamenti relativi al periodo intorno al 10500 a.C. nella grotta di Fukui